# 黃鳴喬
黃鳴喬（？—？），字啓融，號友寰，福建興化府莆田縣人，明朝政治人物。

## 生平
万历三十一年（1603年）癸卯科福建鄉試第十七名舉人，联捷三十二年（1604年）甲辰科會試第二百二十九名，三甲一百九名进士，礼部观政，知東安縣，三十三年调任涇陽縣，又调番禺县，三十五年考察被弹劾，贬为浙江按察司经历，三十六年迁安庆府推官。四十年晋南京户部主事，歷员外、郎中，四十四年管理扬州钞关。天啓元年（1621年）出守江西袁州府，二年擢河南按察副使，乞歸，不许，即解印去。

## 家族
曾祖黄乾刚，赠主事，累赠南京户部右侍郎。祖父黄希濩，舉人，知縣，以子黄懋官累封吏部郎中，赠南京户部右侍郎。父黄懋賓，增生。嫡母李氏，生母陳氏。永感下。兄黃鳴夏，封行人；啓謨、鳴采、鳴邦、鳴坊（官生）、鳴峻。弟鳴陛。娶林氏。
子黄起雒，天启甲子举人。